# Pachomios

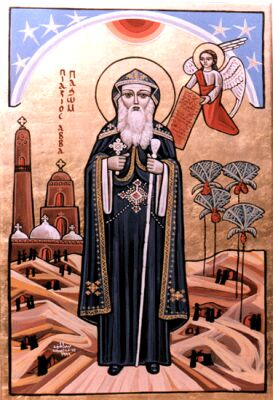
Pachomios på en ikonbild.

Pachomios, född 292, död 346, var en koptisk munk från Thebaïs i Egypten. Han grundade ett av världens första kloster i Egypten på 320-talet. Han blev sedermera helgonförklarad med festdag 4 maj och räknas som en av ökenfäderna. Pachomios räknas av många som en grundläggare av det moderna klosterväsendet, och vid hans död var han högste abbot över nio munkkloster och två nunnekloster. Den typ av kloster han grundade kallas cenobitiska kloster, vilket skiljer sig från eremitiska kloster genom att man lever och arbetar tillsammans i sin tro.
Pachomios skrev även regler för klosterlivet där utövarna skulle underkasta sig disciplinär kontroll av sina överordnande. Dessa regler blev sedan förebild för senare klosterregler som utformades efterhand som klosterrörelsen spred sig i den kristna världen.